# La Boissière, Calvados

La Boissière este o comună în departamentul Calvados, Franța. În 1 ianuarie 2022 avea o populație de 188 de locuitori.